# Charles F. Thompson

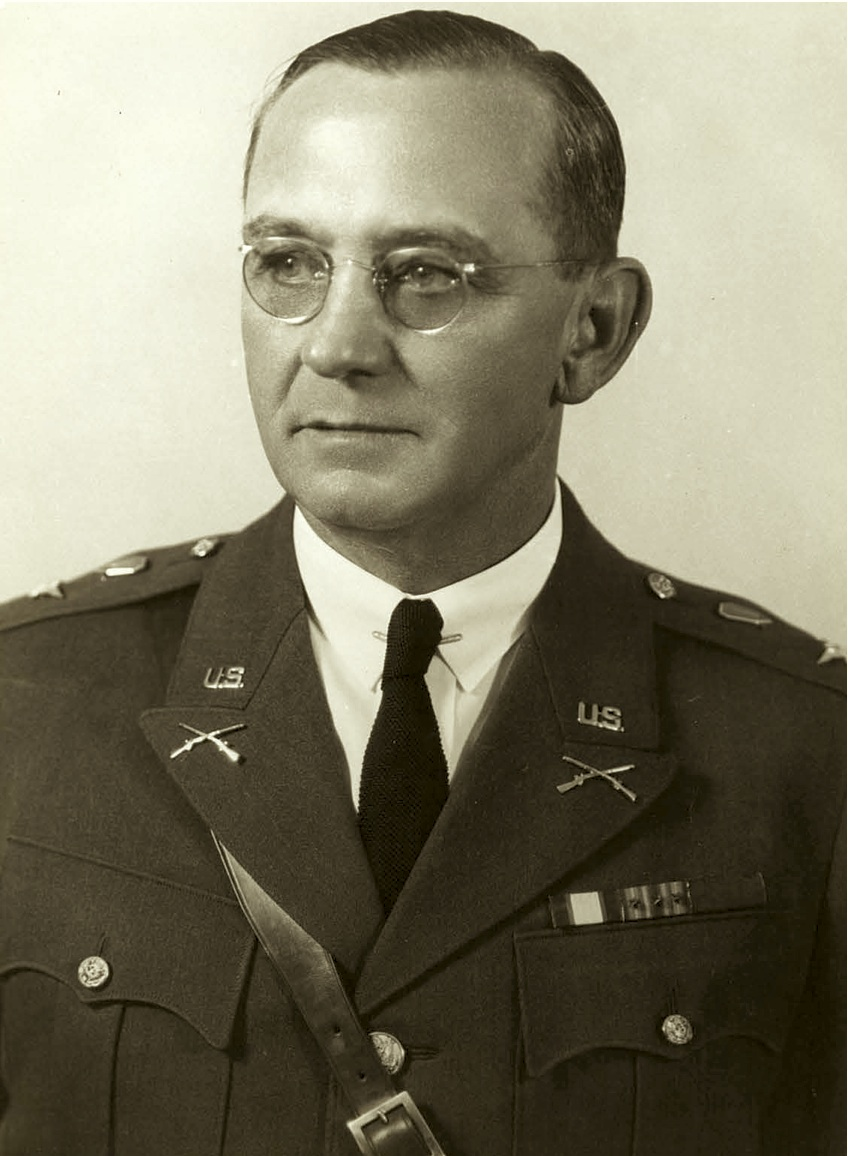
Charles F. Thompson

Charles Fullington Thompson (* 11. Dezember 1882 in Jamestown, Stutsman County, im damaligen Dakota-Territorium, dem heutigen Bundesstaat North Dakota; † 15. Juni 1954 in Washington, D.C.) war ein Generalmajor der United States Army. Er kommandierte unter anderem das I. Korps.
Charles Thompson war der Sohn von John Justin Thompson und dessen Frau Ida May Fullington. Er besuchte die öffentlichen Schulen seiner Heimat, einschließlich der Highschool. Danach war er von 1899 bis 1900 an der University of Michigan eingeschrieben. In den Jahren 1900 bis 1904 durchlief er die United States Military Academy in West Point. Nach seiner Graduation wurde er als Leutnant der Infanterie zugeteilt. In der Armee durchlief er anschließend alle Offiziersränge vom Leutnant bis zum Generalmajor.
In seinen jüngeren Jahren absolvierte er den für Offiziere in den niederen Rangstufen üblichen Dienst in verschiedenen Einheiten und Standorten. Nach einer kurzen Stationierung bei einem Infanterieregiment in Fort McDowell in Kalifornien wurde er auf die Philippinen versetzt. Dort tat er von 1905 bis 1907 und nochmals von 1911 bis 1914 Dienst. Dazwischen war er in Fort Leavenworth und an der Grenze zu Mexiko stationiert. In den Jahren 1914 und 1915 tat er erneut an dieser Grenze Dienst. Dabei war er in El Paso in Texas stationiert. Im weiteren Verlauf des Jahres 1915 wurde Thompson Dozent für Militärwissenschaften an der Cornell University in Ithaca im Bundesstaat New York.
Nach dem amerikanischen Eintritt in den Ersten Weltkrieg im April 1917 blieb Charles Thompson zunächst in den Vereinigten Staaten. Er gehörte zunächst dem 38. Infanterieregiment und dann der 82. Infanteriedivision (die spätere 82. Luftlandedivision) an. Bis Ende 1917 wurden diesen Einheiten für einen Kriegseinsatz ausgebildet und vorbereitet. Ab Februar 1918 nahm Thompson aktiv am Kriegsgeschehen in Frankreich teil. Er war zunächst Nachrichtenoffizier in der Abteilung G2 im Stab der American Expeditionary Forces. Später war er in gleicher Funktion bei der 1. Armee und dann bei der 2. Armee tätig. Thompson war sowohl an Zweiten Schlacht an der Marne als auch an der Schlacht von St. Mihiel beteiligt.
Nach seiner Rückkehr in die Vereinigten Staaten diente Thompson an verschiedenen Standorten. Anfang der 1920er Jahre gehörte er zu den Truppen, die einen Streik der Minenarbeiter in West Virginia niederschlugen. Im Lauf der 1920er Jahre absolvierte er sowohl das Command and General Staff College als auch das United States Army War College. Zwischenzeitlich diente er auch als Presseoffizier der Nachrichtenabteilung (G2) im Kriegsministerium.
Im Jahr 1928 wurde Charles Thompson zum Oberstleutnant befördert. Von 1929 bis 1931 diente er in San Francisco als Stabsoffizier beim 30. Infanterieregiment. Anschließend wurde er ein weiteres Mal auf die Philippinen versetzt, wo er von 1931 bis 1934 dem Stab des dortigen Armeehauptquartiers angehörte. Die folgenden zwei Jahre war er Dozent für Militärwissenschaft an der Oregon State University. In diese Zeit fiel seine Beförderung zum Oberst am 1. August 1935. In den Jahren 1936 und 1937 kommandierte Thompson das 3. Infanterieregiment in Fort Snelling in Minnesota. Danach war er bis 1938 Stabsoffizier bei der Infantry School in Fort Benning und dann von 1938 bis 1940 Stabsoffizier für Reserveangelegenheiten beim Stabschef der Armee. Am 1. September 1938 erreichte er mit seiner Beförderung zum Brigadegeneral die Generalsränge. 
Von Juli 1940 bis August 1941 hatte Thompson das Kommando über die 3. Infanteriedivision. Am 10. Oktober 1940 wurde er zum Generalmajor befördert. Nach dem Ende seines Kommandos über die 3. Infanteriedivision übernahm er das Kommando über das I. Korps. Dieser Großverband war seit März 1919 inaktiv und wurde nun angesichts zunehmender militärischer Spannungen mit Japan und Nazi-Deutschland reaktiviert. Thompson bekleidete dieses Kommando vom 10. Oktober 1940 bis zum 5. Juli 1942. In diese Zeit fiel der amerikanische Eintritt in den Zweiten Weltkrieg. Das I. Korps war zu Thompson Zeit als Kommandeur in Columbia stationiert und wurde erst unter seinem Nachfolger Robert Eichelberger nach Australien verlegt.
Von Juni bis Oktober 1942 kommandierte Thompson das Infantry Replacement Training Center in Camp Croft in South Carolina. Danach wurde er in den Südpazifik versetzt, wo er von 1942 bis 1944 die dortigen Truppen vor allem zum Schutz der Inseln Tonga und Fidschi kommandierte. Beide waren wichtige strategische Stützpunkte der Amerikaner im Kampf gegen Japan. Außerdem wurden dort unter Thompsons Kommando neu auf dem Kriegsschauplatz eingetroffene Soldaten ausgebildet und auf ihren Kampfeinsatz in der Region vorbereitet. Nach seinem Einsatz im Südpazifik war Thompson für einige Monate in der Stabsabteilung G3 (Operationen) im Kriegsministerium tätig. Danach war er ebenfalls für kurze Zeit stellvertretender Kommandeur der Zweiten Armee. Sein nächstes Kommando übernahm er am 6. September 1944 als Kommandeur des Militärbezirks über Washington, D.C. Dieses Amt bekleidete er bis zum 14. Juli 1945. Danach leitete er bis November 1945 eine Abteilung des Walter Reed Army Medical Centers. Anschließend ging er in den Ruhestand.
Charles Thompson und seine Frau Laura Bell Jenks (1887–1955) verbrachten ihren Lebensabend im Kennedy-Warren Apartment Building in Washington D.C. Sie waren begeisterte Bridge-Spieler. Charles Thompson starb am 15. Juni 1954 und wurde auf dem amerikanischen Nationalfriedhof Arlington in Anwesenheit von Präsidenten Dwight D. Eisenhower beigesetzt.

## Orden und Auszeichnungen
Charles Thompson erhielt im Lauf seiner militärischen Laufbahn unter anderem folgende Auszeichnungen:
- Army Distinguished Service Medal
- Mexican Service Medal
- World War I Victory Medal
- American Defense Service Medal
- American Campaign Medal
- Asiatic-Pacific Campaign Medal
- World War II Victory Medal
- Companion des Order of the Bath (Großbritannien)
- Orden der Ehrenlegion (Frankreich)